# Інеу
Інеу (рум. Ineu) — місто у повіті Арад в Румунії. Адміністративно місту також підпорядковане село Мокря (населення 895 осіб, 2002 рік).
Місто розташоване на відстані 399 км на північний захід від Бухареста, 49 км на північний схід від Арада, 140 км на захід від Клуж-Напоки, 87 км на північний схід від Тімішоари.

## Населення
За даними перепису населення 2002 року у місті проживали 10 207 осіб.
Національний склад населення міста:
| Національність | Кількість осіб | Відсоток |
| -------------- | -------------- | -------- |
| румуни         | 8740           | 85,6%    |
| угорці         | 860            | 8,4%     |
| цигани         | 517            | 5,1%     |
| німці          | 47             | 0,5%     |
| словаки        | 29             | 0,3%     |
| українці       | 5              | < 0,1%   |
| греки          | 4              | < 0,1%   |
| італійці       | 2              | < 0,1%   |
| серби          | 1              | < 0,1%   |
| чехи           | 1              | < 0,1%   |

Рідною мовою назвали:
| Мова       | Кількість осіб | Відсоток |
| ---------- | -------------- | -------- |
| румунська  | 9203           | 90,2%    |
| угорська   | 777            | 7,6%     |
| циганська  | 155            | 1,5%     |
| німецька   | 38             | 0,4%     |
| словацька  | 24             | 0,2%     |
| грецька    | 4              | < 0,1%   |
| українська | 3              | < 0,1%   |
| італійська | 2              | < 0,1%   |
| чеська     | 1              | < 0,1%   |

Склад населення міста за віросповіданням:
| Релігія                                       | Кількість осіб | Відсоток |
| --------------------------------------------- | -------------- | -------- |
| православні                                   | 8307           | 81,4%    |
| римо-католики                                 | 891            | 8,7%     |
| п'ятдесятники                                 | 349            | 3,4%     |
| баптисти                                      | 250            | 2,4%     |
| адвентисти                                    | 115            | 1,1%     |
| реформати                                     | 110            | 1,1%     |
| лютерани (Синодально-пресвітеріанська церква) | 38             | 0,4%     |
| греко-католики                                | 37             | 0,4%     |
| юдеї                                          | 33             | 0,3%     |
| не релігійні                                  | 11             | 0,1%     |
| лютерани (Аугсбурзького сповідання)           | 8              | 0,1%     |
| бретрени                                      | 4              | < 0,1%   |
| лютерани                                      | 3              | < 0,1%   |
| атеїсти                                       | 3              | < 0,1%   |
| мусульмани                                    | 1              | < 0,1%   |
| унітарії                                      | 1              | < 0,1%   |
| не вказали релігію                            | 5              | < 0,1%   |

## Зовнішні посилання
- Дані про місто Інеу на сайті Ghidul Primăriilor [Архівовано 29 вересня 2012 у Wayback Machine.]